# Marshmallowcreme

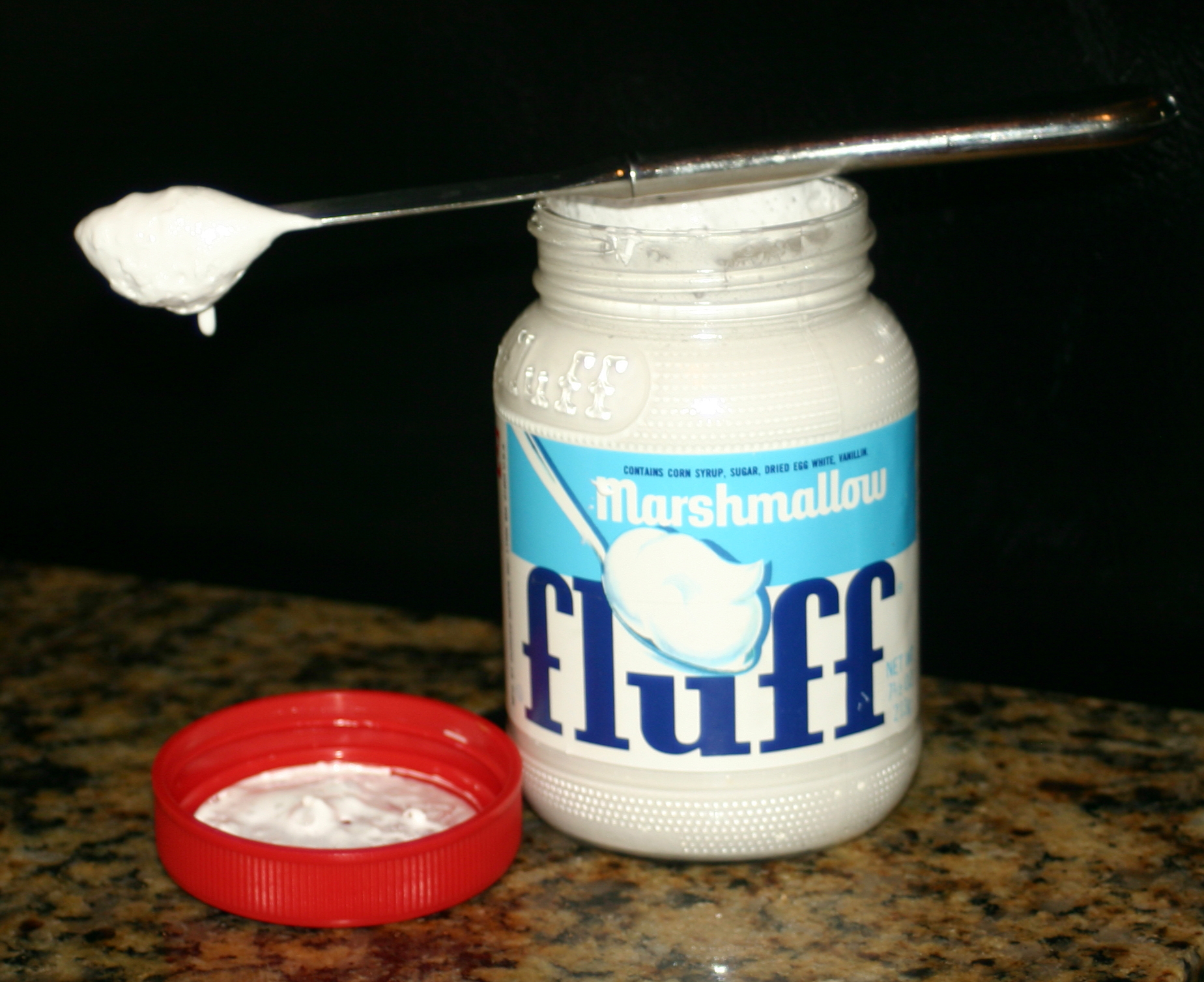
Marshmallow Fluff der Firma Durkee-Mower aus Lynn (Massachusetts)

Marshmallowcreme, auch Marshmallow Fluff nach einer bekannten Marke der Firma Durkee-Mower, ist die geliermittelfreie Variante von Marshmallows aus Eischnee, Zucker- und Maissirup, sowie Aromen. Die Creme ist vor allem im nordamerikanischen Kulturraum beliebt und dient unter anderem als Brotaufstrich. Der Verzicht auf Verdickungsmittel führt zur charakteristischen halbflüssigen Konsistenz.

## Geschichte
Erstmals erwähnt wurde eine Marshmallowcreme in heutiger Form in einem amerikanischen Kochbuch von Fannie Farmer für Bostoner Regionalküche aus dem Jahre 1896, als Füllung für einen Kuchen. Eine zweite Nennung findet sich im Jahre 1902 in Mrs. Rorer's New Cook Book. Parallel dazu ist bekannt, dass um die Jahrhundertwende der Erfinder Archibald Query aus Somerville, Massachusetts versuchte, seine Version der Marshmallowcreme im Direktvertrieb zu verkaufen. Da der gewünschte Erfolg aber ausblieb, verkaufte er das Rezept für 500 Dollar an die Süßwarenhersteller H. Allen Durkee und Fred Mower aus Lynn. Diese brachten das Produkt erstmals 1917 als Toot Sweet Marshmallow Fluff abgefüllt in Dosen auf den Markt. Nachdem der Marktstart geglückt war und das Produkt erfolgreich Einzug in die regionalen Küchen gefunden hatte, änderte sich in den 1940er Jahren noch die Verpackung von Blech zu Glas. Dabei wurden auch die ersten beiden Wörter vom Etikett wegrationalisiert.

## In der Arabischen Küche
Eine der Marshmallowcreme sehr ähnliche Substanz dient auch als Nachtisch in der traditionellen arabischen Küche. Es ist bekannt unter dem Namen Natef und wurde ursprünglich als Konfekt vor allem aus der Wurzel des Gewöhnlichen Seifenkrauts oder wahlweise dem Echten Eibisch hergestellt. Bereits im Kochbuch “Kitab al-Tabikh” (deutsch: „Das Buch der Gerichte“) vom Autor Ibn Sayyar al-Warraq aus dem 10. Jahrhundert finden sich entsprechende Rezepte dazu.

## Trivia
Marshmallowcreme ist zusammen mit Erdnussbutter und Toast elementarer Bestandteil einer lokalen Spezialität im Großraum Boston, des so genannten Fluffernutter.
Seit 2006 feiert die Gemeinde von Somerville die Entstehung von Marshmallowcreme mit einem Volksfest unter dem Titel “What the Fluff?” (deutsch: „Was zum Fluff?“), bei dem wissenschaftliche Messen, Kochwettbewerbe und Ausstellungen rund um das Thema durchgeführt werden.